# Víctor Balaguer i Cirera
Víctor Balaguer i Cirera (Barcelona, 11 de desembre de 1824 – Madrid, 14 de gener de 1901), autoanomenat Lo trobador de Montserrat, fou un polític liberal, periodista, escriptor romàntic, poeta, dramaturg i historiador català. Fou un dels principals personatges romàntics catalans per antonomàsia i un dels impulsors del moviment de la renaixença catalana.

## Biografia

### Joventut i matrimoni
Víctor Balaguer nasqué l'11 de desembre de 1824 al carrer de Sant Pau de Barcelona com a fill únic. El seu pare es deia Joaquim Balaguer, metge de pensament molt liberal, morí el 1834 deixant-lo orfe quan encara era un infant. No obstant això Víctor Balaguer en prengué la mateixa ideologia. La seva mare es deia Teresa Cirera. La relació amb ella anà tornant-se sempre més difícil. Ella volia que el seu fill fos metge o advocat i les seves idees avançades i la seva vocació per la literatura dificultaren la relació fins al punt que arribà a desheretar-lo.
Amb només 14 anys ja estrenà la seva primera obra el 1838: Pepín el Jorobado, que ja era un drama històric com molts dels que vindrien després; i el 1843 obtingué un bon èxit amb Enrique el Dadivoso. Després, enfrontat irremeiablement amb la seva mare, aquesta acabà desheretant-lo, motiu pel qual es posà a escriure més obres ja sense cap fre i també per a guanyar-se la vida. Ingressà a la Universitat de Barcelona on començà els estudis de Dret i entrà en contacte amb la literatura de Voltaire, Rousseau, Dumas, Hugo, Scott, entre d'altres. En aquesta època començà a col·laborar amb un diari titulat El Hongo.
El 1845 es traslladà a Madrid sense haver acabat els estudis universitaris, fet que li va comportar una forta discussió amb la seva mare i haver de cercar-se la vida pel seu compte a la capital espanyola. Començà a treballar per a Wenceslao Ayguals de Izco, qui li oferí feina com a traductor al castellà d'escriptors francesos del moment, que es publicaren a la col·lecció Museo de las Hermosas. La situació s'allargà pocs mesos a causa de la seva precarietat econòmica i en breu tornaria a Barcelona, on continuaria treballant de traductor i periodista. De nou a Barcelona, el 1847 fou nomenat poeta oficial del Liceu. Més endavant també ho seria del Teatre Principal, fet que li donaria certa popularitat a nivell local.
El 1851 es casà amb Manuela Carbonell i Català al monestir de Sant Jeroni de la Vall d'Hebron, adquirit pel pare de la núvia. Un any després realitzà un cicle de conferències sobre la història de Catalunya per encàrrec de la Societat Filharmònica de Barcelona. El mateix any, serà nomenat primer cronista oficial de la ciutat de Barcelona.

### Maduresa política i literària

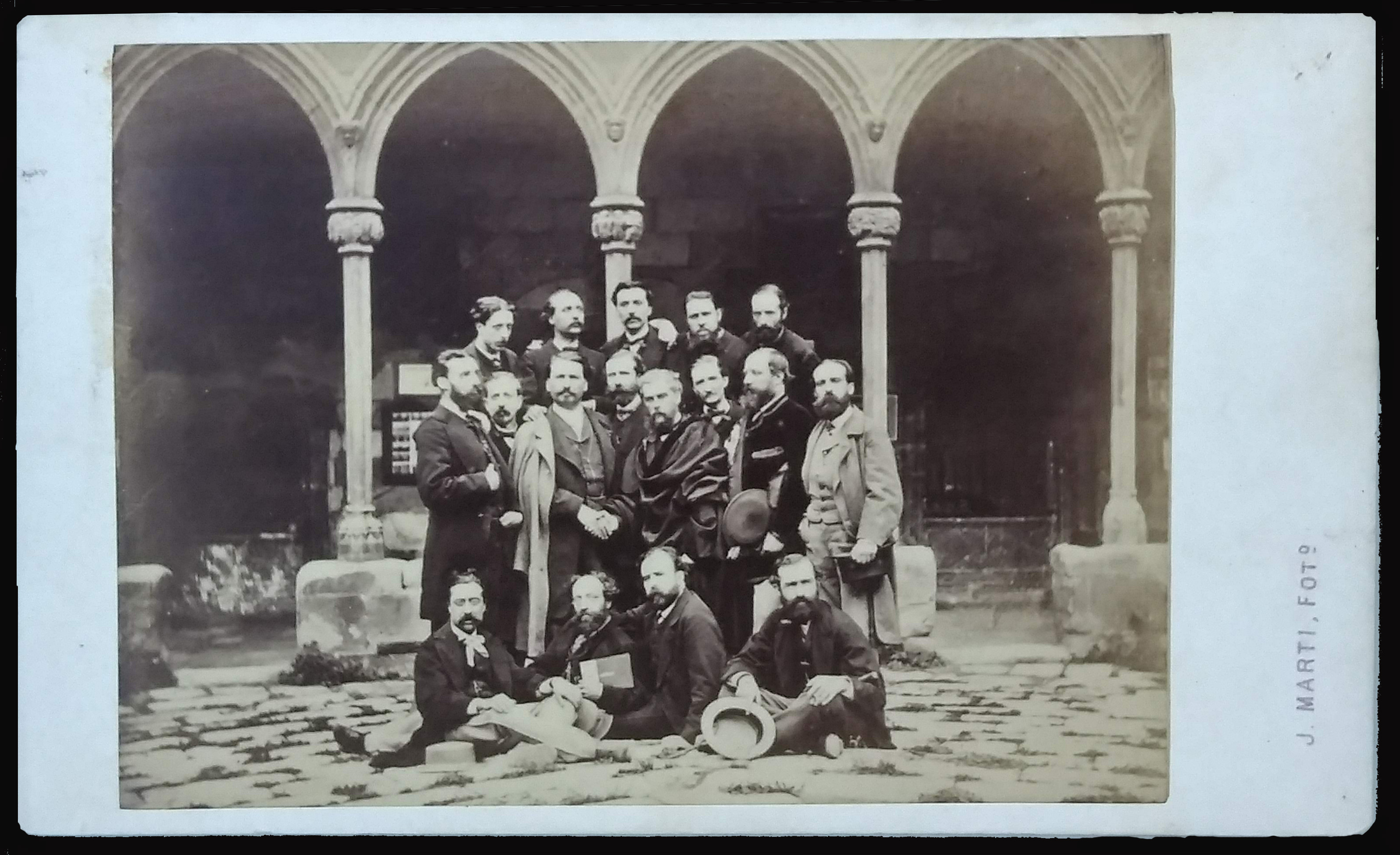
Visita a Montserrat dels felibres el 8 de maig de1868 amb poetes de la Renaixença. Fotografia distribuïda per Joan Martí, Barcelona. D'esquerra a dreta, a dalt Celestí Barallat, Vicent W. Querol, Vergés, Josep A. Torres Jordi i Josep M. Arnau; al mig Conrad Roure, Lluís Roca i Florejachs, Frederic Mistral, Albert Quintana, Víctor Balaguer, J. Sala, Guillem Bonaparte-Wyse i Rafael Ferrer i Bigné; asseguts a terra: Eduard Vidal i Valenciano, Loïs Romieu, Teodor Llorente i Paul Meyer

Durant la dècada de 1850 entrà en contacte amb el General Espartero i amb el General Prim, i es va unir al Partit Progressista, incrementant progressivament el seu pes i influència en el partit. Fou en aquest període que començà a recuperar la memòria històrica de l'antiga Corona d'Aragó.
També en aquesta època començà a reivindicar la llengua catalana com a llengua literària. El seu primer poema en català es titulà A la Verge de Montserrat publicat el 1857. Progressivament esdevingué molt actiu en el procés de la renaixença de la literatura catalana, impulsant la restauració dels Jocs Florals el maig de 1859, esdevenint ell mateix membre del primer consistori. També llavors inicià els seus primers texts historiogràfics. Després dels jocs anà a treballar a Itàlia com a corresponsal de la Guerra d'independència. Entre el 1860 i el 1864 publicà en cinc volums la Historia de Cataluña y de la Corona de Aragón, que fou un èxit de vendes sense precedents i en la qual Balaguer hi reivindicava el model de la monarquia federal i la tradició del pactisme entre poble i rei.
Estigué uns anys exiliat a Provença entre el 1865 i el 1867 per haver participat en la conspiració del general Prim. Allí conegué Frederic Mistral el 1865 i pogué participar en el Felibritge, del qual en fou nomenat vicepresident. Fou membre de la delegació catalana que entregà la Copa Santa als escriptors occitans.
El 1867 tornà a Catalunya. A partir de llavors i durant tot el Sexenni revolucionari s'implicà molt activament en la política espanyola. Durant el regnat d'Amadeu I d'Espanya fou nomenat ministre el 1871 (Ministre de Foment i d'Ultramar) durant la Primera República Espanyola, gràcies a una intervenció d'Antoni Samà, a causa de l'extensió del districte electoral dins del qual s'incloïa Vilanova i la Geltrú. Aquest seria un dels motius pels quals més endavant decidí establir el seu projecte cultural en aquesta vila, com a senyal d'agraïment. Balaguer tornà a ocupar el mateix càrrec el 1886 durant el govern de Práxedes Mateo Sagasta.
La seva dona morí el 1881. Com que no havia tingut descendència, Víctor Balaguer dedicà la seva petita fortuna a crear el 1884 la Biblioteca Museu Víctor Balaguer a Vilanova i la Geltrú, un equipament públic que donà a la ciutat en agraïment per haver estat sempre elegit diputat a Corts per aquesta població des del 1869. El seu llegat fou dipositat en aquesta institució, que conserva actualment la seva biblioteca de 22.000 llibres i la seva col·lecció d'art, en la qual hi destaquen algunes peces egípcies, orientals i precolombines, molt rares a la Catalunya d'aquella època.

## Obra

### Premsa
Maçó, liberal i d'idees romàntiques, col·laborà a diversos diaris liberals com El Constitucional, El Laurel, El Genio i La Lira i el 1846 anà a Madrid, on conegué les principals personalitats literàries i polítiques de l'època. Fundà a Barcelona el diari liberal La Corona de Aragón, on declarava una adhesió fervent al passat gloriós de Catalunya alhora que exigia una descentralització per als territoris de l'antiga Corona d'Aragó. Entre 1893 i 1895 publicà Pro Patria, una publicació mensual que va fer servir com a plataforma per difondre el seu ideari polític.

### Teatre

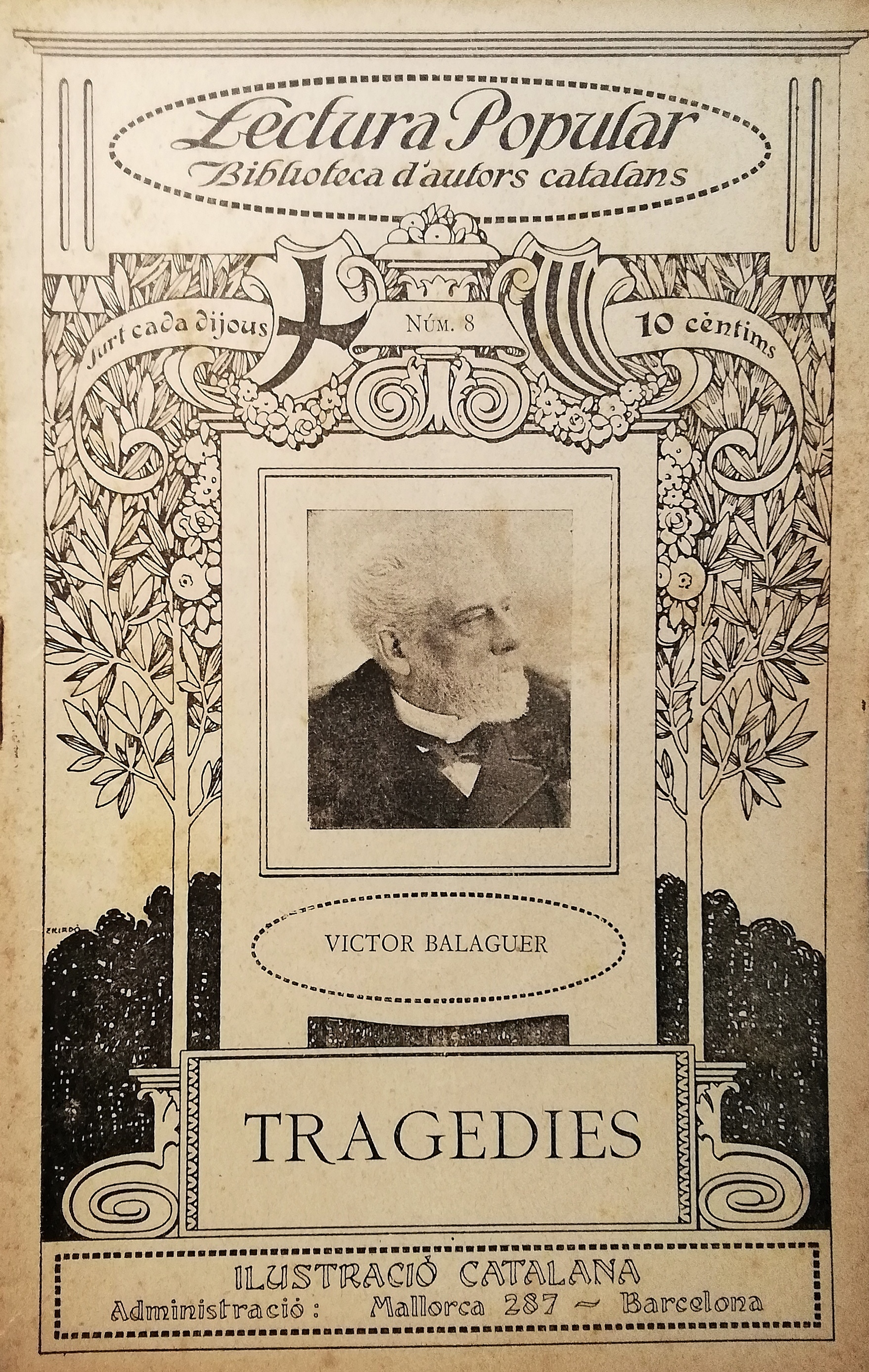
Tragèdies: La mort d'Aníbal - Saffo - La tragèdia de Llivia, de Víctor Balaguer. Edició de la col·lecció Lectura Popular biblioteca d'autors catalans, publicada a Barcelona l'any 1913

Fou autor de peces de teatre romàntiques tant en català com en castellà:
En castellà:
- Pepín el Jorobado o el hijo de Carlomagno (1838)
- Enrique el Dadivoso (1844)
- Juan de Padilla (1847)
- Vifredo el Velloso (1848)
- Los cuatro palos de sangre (2a part de Vifredo el Velloso)

En català:
- Don Joan de Serrallonga (1868)
- Tragèdies: La mort d'Aníbal, Coriolà, L'ómbra de Cessar, Lo festí de Tibullus, La mort de Neró, Saffo
- Noves Tragèdies: La tragedia de Llívia, L'última hora de Colon, Lo guant del degollat, Les esposalles de la morta
- Los Pirineus (1893), que serví de llibret per a l'òpera homònima de Felip Pedrell
  - El Comte de Foix
  - Raig de Lluna
  - La Jornada de Pannissars

Poesia
Dins de les seves poesies completes:
- Llibre de l'Amor
- Llibre de la Fe
- Llibre de la Pàtria

Seguint el lema dels Jocs Florals "Pàtria, fe i amor".
- Los trobadors moderns (1859)
- Lo trobador de Montserrat (1861)[8]
- Esperances i records (1866)[9]
- Lo romiatge de l'ànima (1891)

Novel·la
- Don Joan de Serrallonga (1858)
- La bandera de la mort (1859)

### Estudis i assaigs en castellà
- Bellezas de la historia de Cataluña: Lecciones pronunciadas en la Sociedad Filármónica,[10] 1853
- Historia de Cataluña y de la Corona de Aragón (1860-1863)[11] (1860)
- Las calles de Barcelona (1865)
- Historia política y literaria de los trovadores (1878-79)
- Instituciones y reyes de Aragón (1896)
- La libertad constitucional (1857)
- Memorias de un constituyente (1868)
- El Regionalismo y los Juegos Florales (1897)

### Història

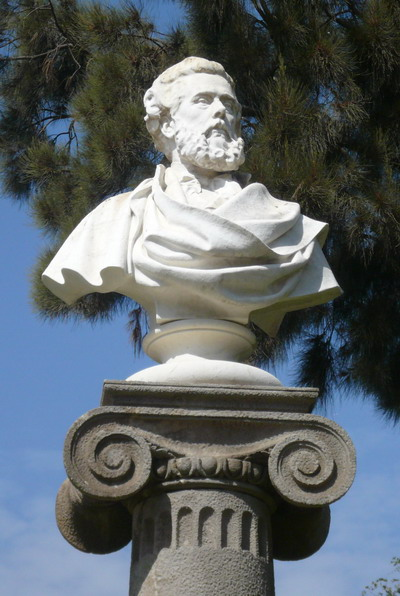
Bust de Víctor Balaguer al parc de la Ciutadella de Barcelona

Cal tenir present que en aquest camp no feu descobertes documentals ni fou gaire crític en la seva incipient recerca històrica, en la qual sovint hi afegia també les llegendes. De fet escrivia molt influït per les seves idees romàntiques i liberals, fet pel qual fou molt durament criticat pels seus enemics i competidors menys prestigiosos que, d'aquesta manera, atacaven la popularitat d'un ferm progressista. De fet, aquesta manca de rigor era ben comuna entre els historiadors de l'època, influïts per un romanticisme nacionalista que arreu buscava mitificar el mateix passat. Conscient de les seves mancances com a investigador escèptic, Víctor Balaguer sempre admeté ser només un divulgador eficaç que sentia amor per la història local de la societat catalana, la qual presentava des d'una perspectiva liberal de manera molt intel·ligent.
No en va, la seva prosa sobre la tradició constitucionalista de la Corona d'Aragó en general i Catalunya en particular seguia les petjades d'Antoni de Capmany i Avel·lí Pi i Arimon Tot i que és evident l'anacronisme de vincular les llibertats medievals i modernes de què gaudien els catalans amb les llibertats contemporànies del liberalisme, també és cert que la tesi que afirma el caràcter pactista de la nació catalana és un tret prou consolidat al llarg del curs històric del país. Amb aquesta premissa general Balaguer tragué nombroses interpretacions concretes que encara avui dia són vigents.
Els seus primers texts estrictament historiogràfics els feu el 1852, amb 28 anys, per a participar en unes conferències que tractaven les "belleses" de la història catalana. La principal obra en aquest camp fou la cèlebre Historia de Cataluña y de la Corona de Aragón, publicada entre 1860 i 1864. Molt de temps després, l'èxit del llibre feu necessària una segona edició el 1885 en una Història de Catalunya.

#### L'Eixample de Barcelona
En aquesta mateixa línia feu un projecte de nomenclatura per als carrers de l'Eixample de Barcelona, amb noms dedicats als territoris de la Corona d'Aragó (carrer Aragó, València, Mallorca, Rosselló, Còrsega, Sardenya, Sicília, Nàpols…), a les institucions catalanes (les Corts Catalanes, la Diputació, el Consell de Cent) o a personatges clau (Pau Claris, Roger de Llúria, Roger de Flor…) que fou adoptat en bona part, però amb modificacions i canvis de localització que en trencaren la lògica urbana (per exemple, els carrers amb els noms dels territoris van acabar separats en dos blocs). Posteriorment, durant la dictadura, alguns d'aquests noms foren desfigurats, i no es recuperaren fins a la democràcia. Alguns, però, perdent el seu sentit inicial, com el Carrer del Compromís de Casp, que romangué com a Carrer de Casp.